# دالي فارلي
دالي فارلي (بالإنجليزية: Dale Farley)‏ هو لاعب كرة قدم أمريكية أمريكي، ولد في 27 سبتمبر 1949 في سبارتا في الولايات المتحدة.